# Muzíkivka
Muzíkivka (en ucraniano: Музиківка, romanizado: Muzýkivka) es un pueblo ucraniano perteneciente al óblast de Jersón. Situado en el sur del país, forma parte del raión de Jersón y es centro del municipio (hromada) homónimo.

## Toponimia
El nombre del lugar en ruso es Muzíkovka (en ruso: Музыковка).

## Geografía
Muzíkivka se encuentra a orillas del río Verevchina, a 13 km de Jersón.

## Historia
Muzíkivka se menciona por primera vez en fuentes escritas en 1815 como el jútir de Muzyky (en ucraniano: Музикині хутори). Según la tradición local, Muziki era el apellido de un cosaco que fundó el asentamiento.
En la época de la Unión Soviética, Muzíkivka estaba asignada al raión de Bilozerka del óblast de Jersón. Durante la Segunda Guerra Mundial, Muzíkivka fue ocupada por la Alemania nazi entre el 18 de agosto de 1941 y el 14 de marzo de 1944.
El raión de Bilozerka fue abolido en julio de 2020 como resultado de la reforma administrativa de los distritos de Ucrania, que redujo el número de raiones del óblast de Jersón a cinco, fusionando el territorio del raión de Bilozerka, incluido Muzíkivka, con el raión de Jersón.
Con el comienzo de la invasión rusa de Ucrania, Muzíkivka, junto con gran parte del resto del óblast de Jersón, cayó rápidamente bajo la ocupación rusa. Estuvo ocupada desde esta fecha hasta el 11 de noviembre de 2022, cuando las fuerzas ucranianas liberaron Muzíkivka como parte de la contraofensiva de Jersón de 2022.

## Demografía
La evolución de la población de Muzíkivka entre 1989 y 2001 fue la siguiente:
| 2464                                                          | 2672 |
| (Fuente: Cities & Towns of Ukraine y UKRAINE: Größere Städte) |      |

Según el censo de 2001, la lengua materna de la mayoría de los habitantes, el 89,90%, es el ucraniano; del 7,45%, el ruso.